# Lichtvissen
Lichtvissen (Phosichthyidae) zijn een familie van straalvinnige vissen uit de orde van Draakvisachtigen (Stomiiformes).

## Geslachten
- Ichthyococcus Bonaparte, 1840
- Phosichthys F. W. Hutton, 1872
- Pollichthys (Poll, 1953)
- Polymetme McCulloch, 1926
- Vinciguerria D. S. Jordan & Evermann, 1896
- Woodsia Grey, 1959
- Yarrella Goode & Bean, 1896